# ديبرا وينشتاين
ديبرا وينشتاين (بالإنجليزية: Debra Weinstein)‏ هي كاتِبة وشاعرة أمريكية، ولدت في 1961.